# Väinö Lassila
Väinö David Lassila, född 9 mars 1896 i Björneborg, död 11 april 1939 i Helsingfors, var en finländsk läkare och pacifist. Han var bror till skogsvetaren Ilmo Lassila.
Lassila blev medicine och kirurgie doktor 1922. Han arbetade från 1918 vid Helsingfors universitets anatomiska inrättning, blev 1928 tillförordnad professor i anatomi och 1930 professor samt föreståndare för inrättningen.
Lassila bedrev rashygieniskt betonad forskning på samer och finnar samt konstaterade att dessa inte skilde sig antropologiskt från övriga européer. Han var politiskt vänstersinnad och verkade som ordförande för ett 1935 grundat förbund för mänskliga rättigheter.